# Selon

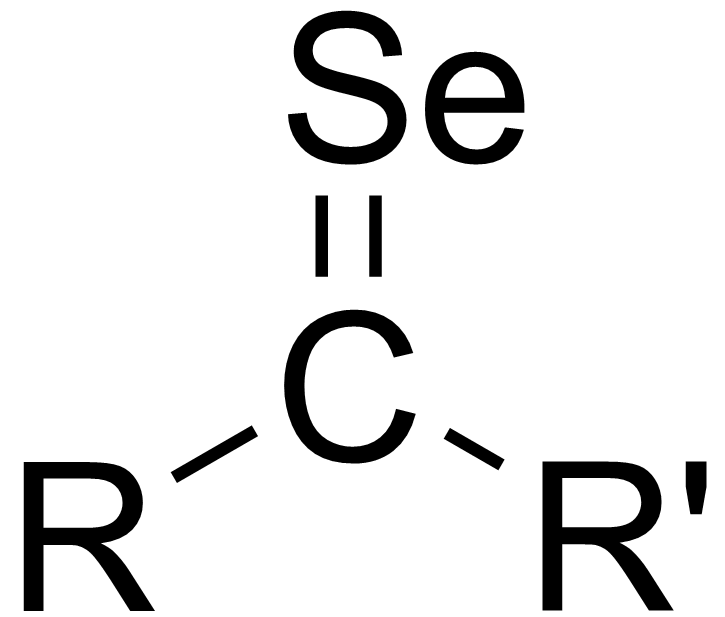
Algemene structuurformule van een selon.

In de chemie is een selon structureel gezien een keton, waarin seleen de plaats van het zuurstofatoom heeft ingenomen. Selonen vormen een stofklasse en worden ingezet als chirale reagentia in de 77Se-NMR-spectroscopie. Chirale oxazolidineselonen reageren stereospecifiek in aldolcondensaties, en met 77Se-NMR kan de enantiomere overmaat van het reactieproduct eenvoudig worden vastgesteld.